# Ioannis Georgiadis
Ioannis Georgiadis, grški sabljač, * 24. april 1876, † 1960.
Sodeloval je na sabljaškem delu poletnih olimpijskih igrah leta 1896.